# Teerdisch
Teerdisch oder Teerdich oder auch Kappes Teerdisch oder Kappes Teerdich ist ein Gericht aus der Region in und um die Stadt Trier. Es besteht hauptsächlich aus Stampfkartoffeln und Sauerkraut, das durch verschiedene Wurst- oder Fleischwaren ergänzt werden kann.

## Etymologie
Die Etymologie des Wortes Teerdich oder Teerdisch ist unklar. Einer Theorie zufolge hat es sich aus dem lateinischen Wort „tyrium“ für „Stoff“ entwickelt; das lateinische Wort wurde sinngemäß als Bezeichnung für die nahrhafte Speise verwendet.

## Zubereitung
Es gibt eine Reihe von Varianten für die Zubereitung. Im Wesentlichen besteht das Gericht aber immer aus einer würzigen Zubereitung von Sauerkraut und einem Kartoffelpüree, die beide separat zubereitet und am Schluss miteinander vermischt werden. Das Sauerkraut kann in Fett (ausgelassenem Speck) oder Wein mit Gewürzen (Lorbeer, Wacholderbeeren) gedünstet werden, das Kartoffelpüree wird beispielsweise mit Salz, Pfeffer und Muskat abgeschmeckt. Als Zugabe werden oft auch diverse Koch- oder Bratwürste gereicht (Blut- und Leberwurst, Bratwurst, Kasseler, Mettwurst).